# Burning Heart Records
Burning Heart Records — незалежний лейбл створений у 1993 році в Еребру, Швеція. Він має тісний зв'язок з каліфорнійським лейблом Epitaph Records, які володіють правами розповсюджувати записи Burning Heart's в Північній Америці.
Burning Heart був надзвичайно успішним в Європі (особливо в Швеції). Їх успіх включає The Hives, Turbonegro, The (International) Noise Conspiracy, Millencolin, No Fun at All та Refused.
Лейбл має репутацію гаражного панку, але випускав альбоми починаючи від хардкору та експериментального грайндкору закінчуючи альтернативним попом та ска та навіть репом.

## Деякі гурти рекорд-лейблу
- 59 Times The Pain
- Asta Kask
- The Accidents
- Between Us
- Bodyjar
- Bombshell Rocks
- Boysetsfire
- Breach
- C.Aarmé
- Chickenpox
- Division of Laura Lee
- Donots
- Flogging Molly
- Franky Lee
- Give Up the Ghost
- Hell Is for Heroes
- The Hives (Більше не в лейблі)
- The (International) Noise Conspiracy
- Liberator
- Looptroop Rockers
- The Lost Patrol Band
- Kid Down
- Midtown
- Millencolin
- Moneybrother
- Monster
- Nasum
- Nine
- No Fun at All
- Parkway Drive
- Path Of No Return
- Promoe
- Raised Fist
- Randy
- Refused
- Samiam
- Satanic Surfers
- Sounds Like Violence
- Team Blender
- Turbonegro
- Voice of a Generation
- The Weakerthans
- Within Reach